# Kreis Erbach

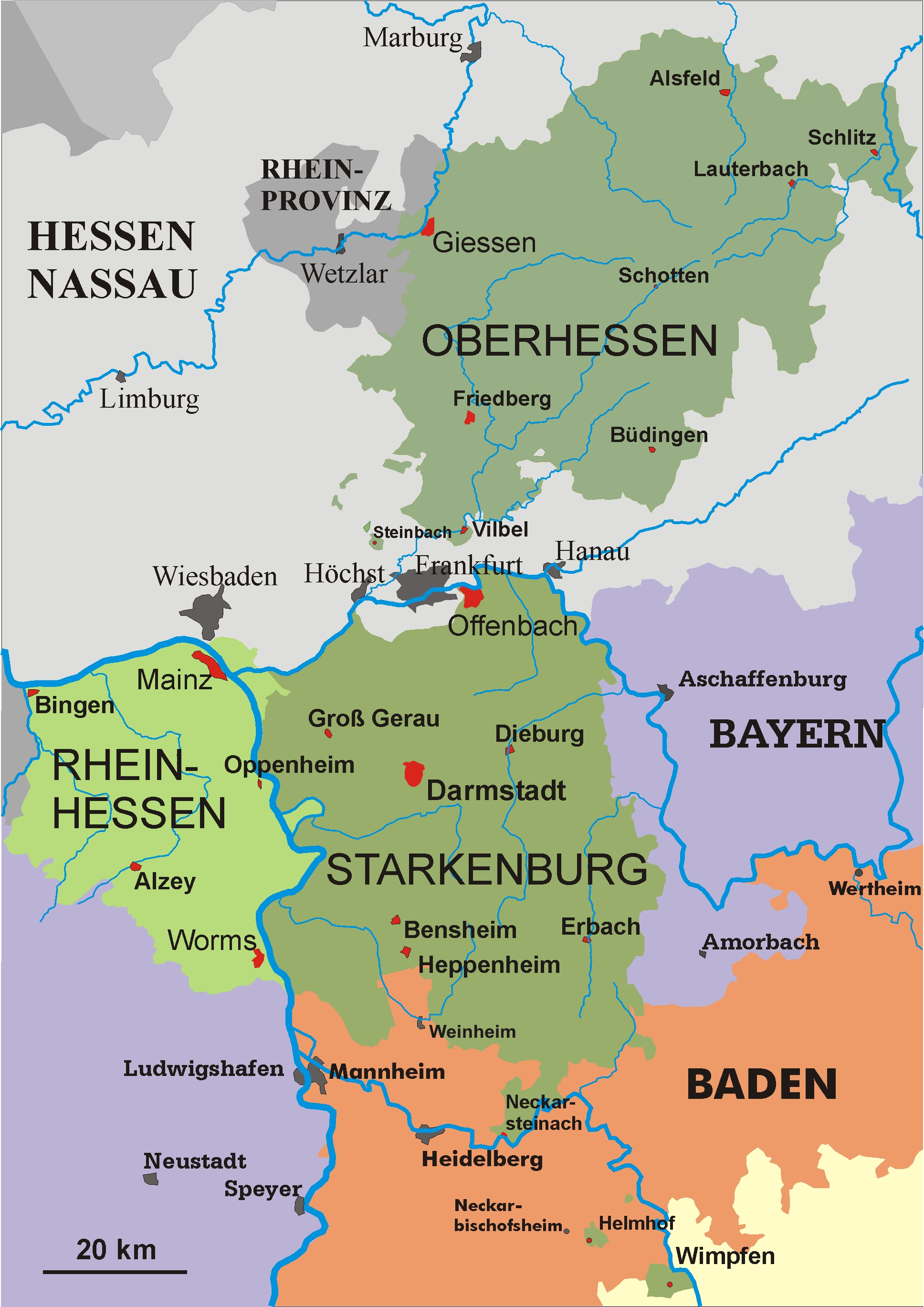
Hessen im Jahr 1930

Der Kreis Erbach war ein Kreis im Großherzogtum Hessen und im Volksstaat Hessen, der am 8. November 1918 aus dem Großherzogtum hervorging. Mit der Dritten Verordnung über den Neuaufbau des Reichs wurde er zum 1. Januar 1939 in Landkreis Erbach umbenannt. Der Landkreis Erbach wiederum wurde am 1. August 1972 vergrößert und in Odenwaldkreis umbenannt. Kreisstadt war Erbach.

## Geographie

### Einordnung des Kreises in das Großherzogtum Hessen
Zusammen mit den Kreisen Bensheim, Darmstadt, Dieburg, Groß-Gerau, Heppenheim und Offenbach, sowie den zeitweise bestehenden  Kreisen Wimpfen, Lindenfels und Neustadt, bildete der Kreis Erbach die Provinz Starkenburg, die wiederum zusammen mit den Provinzen Oberhessen und Rheinhessen das Großherzogtum Hessen darstellten.

### Nachbarkreise
Der Landkreis grenzte Ende Juli 1972 im Uhrzeigersinn im Nordosten beginnend an den bayerischen Landkreis Miltenberg, die baden-württembergischen Landkreise Buchen und Heidelberg sowie die hessischen Landkreise Bergstraße, Darmstadt und Dieburg.

## Geschichte

### Territoriale Entwicklung
Nach der Verkündigung der Verfassung des Großherzogtums Hessen am 17. Dezember 1820 folgte am 14. Juli 1821 eine umfassende Verwaltungsreform. Die Ämter wurden aufgelöst und Verwaltung und Rechtsprechung getrennt. Für die Verwaltung entstanden so Landratsbezirke, für die Rechtsprechung Landgerichte. Im Bereich des späteren Kreises Erbach wurden die Landratsbezirke Breuberg mit Sitz in Neustadt und Erbach mit Sitz in Erbach gegründet.
Mit Gesetz vom 31. Juli 1848 wurden die Verwaltungseinheiten ein weiteres Mal vergrößert. An die Stelle der Kreise und Landratsbezirke traten nunmehr „Regierungsbezirke“, wobei die bisherigen Landratsbezirke Breuberg und Erbach zum Regierungsbezirk Erbach vereinigt wurden, dazu kam der Landratsbezirk Wimpfen, eine hessische Exklave in Baden. Bereits vier Jahre später kehrte man aber zur Einteilung in Kreise zurück, wobei der Kreis Erbach aus dem Landgerichtsbezirk Beerfelden sowie einem Teil des Landgerichtsbezirks Michelstadt gebildet wurde.
Am 1. Juli 1874 wurde im Großherzogtum Hessen eine Kreisreform vorgenommen:
- Aus dem aufgelösten Kreis Lindenfels wechselten die Gemeinden Bockenrod, Eberbach, Erzbach, Frohnhofen, Gersprenz, Groß-Gumpen, Kirch-Beerfurth, Klein-Gumpen, Nieder-Kainsbach, Ober-Kainsbach, Ober-Klein-Gumpen, Ober-Ostern, Pfaffen-Beerfurth, Reichelsheim, Rohrbach und Unter-Ostern in den Kreis Erbach.
- Aus dem aufgelösten Kreis Neustadt wechselten die Gemeinden Affhöllerbach, Annelsbach, Birkert, Breuberger Seits, Birkert, Habitzheimer Seits, Böllstein, Breitenbrunn, Dusenbach, Etzen-Gesäß, Forstel, Fürstengrund, Gumpersberg, Haingrund, Hainstadt, Hassenroth, Hembach, Hetschbach, Höchst im Odenwald, Höllerbach, Hummetroth, Kimbach, Kirch-Brombach, König, Langen-Brombach Breuberger Seits, Lützel-Wiebelsbach, Mittel-Kinzig, Mühlhausen, Mümling-Grumbach, Neustadt, Nieder-Kinzig, Ober-Kinzig, Pfirschbach, Rai-Breitenbach, Rimhorn, Sandbach, Seckmauern, Vielbrunn, Wald-Amorbach und  Wallbach in den Kreis Erbach.

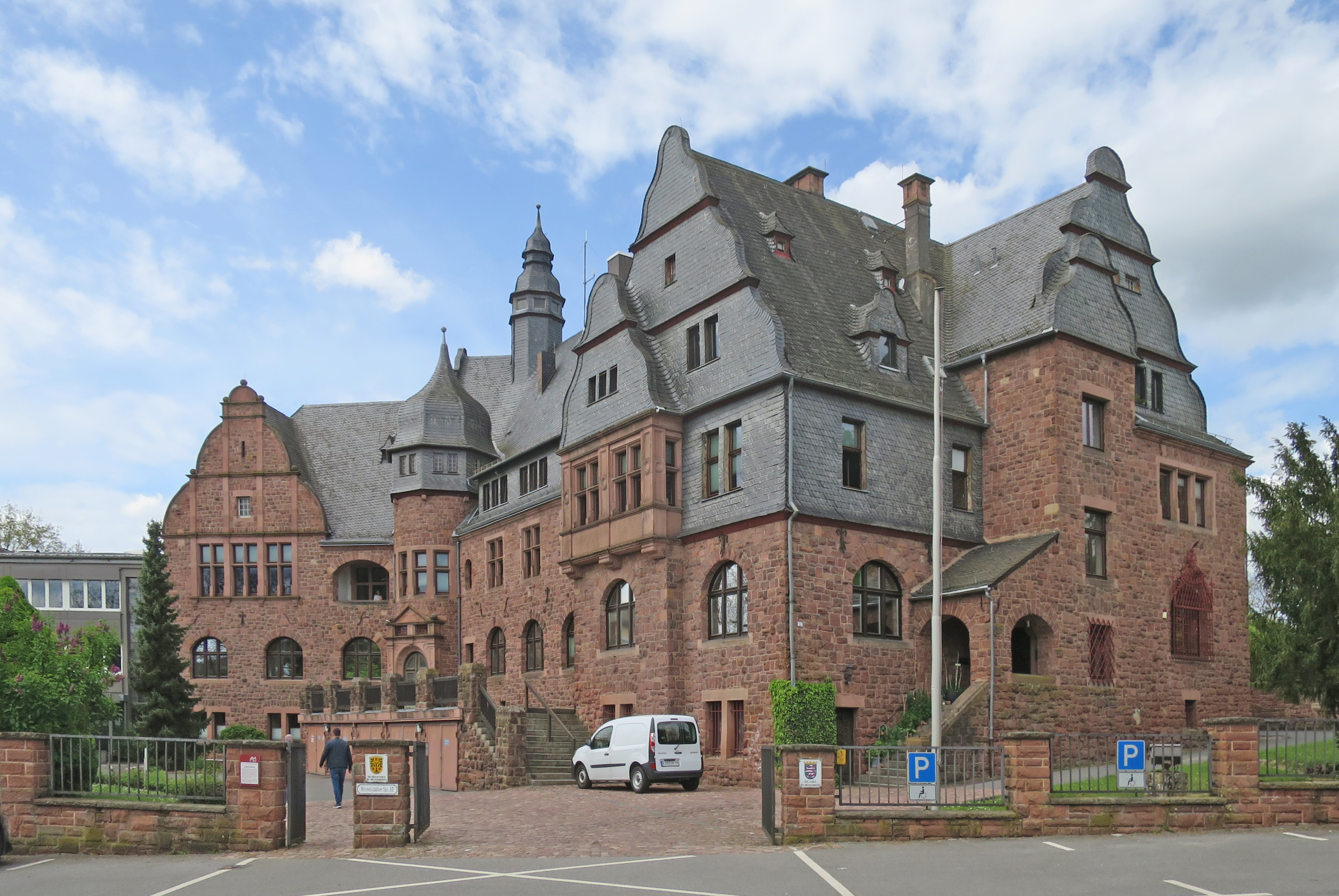
Kreishaus in Erbach

1903 konnte das neue Kreishaus Erbach in Erbach bezogen werden. Architekt war Karl Hofmann. Es gehört heute zum Landratsamt des Odenwaldkreises und ist ein Kulturdenkmal.
Von der Gebietsreform im Volksstaat Hessen am 1. November 1938 blieb der Kreis Erbach unberührt. Aus dem Kreis Erbach wurde 1939 der Landkreis Erbach. Der Landkreis Erbach wurde 1945 Teil des Landes Groß-Hessen, das 1946 zum heutigen Hessen wurde. Er wurde am 1. Juli 1971 leicht vergrößert, als die Gemeinde Laudenau aus dem Landkreis Bergstraße ein Ortsteil der Gemeinde Reichelsheim im Odenwald wurde.
Durch das Gesetz zur Neugliederung des Landkreises Erbach vergrößerte sich das Kreisgebiet am 1. August 1972 um die Gemeinden Fränkisch-Crumbach und Brensbach aus dem Landkreis Dieburg. Zugleich wurde der Landkreis Erbach in Odenwaldkreis umbenannt.

### Einwohnerentwicklung
| Datum | Einwohner | Quelle |
| ----- | --------- | ------ |
| 1852  | 23.852    | [ 4 ]  |
| 1900  | 46.583    | [ 2 ]  |
| 1910  | 48.426    | [ 2 ]  |
| 1925  | 48.660    | [ 2 ]  |
| 1933  | 49.968    | [ 2 ]  |
| 1961  | 65.357    | [ 9 ]  |
| 1970  | 73.609    | [ 9 ]  |
| 1971  | 76.000    | [ 10 ] |

### Leitende Beamte
Kreisräte
- 1852–1861 Eduard Ernst App
- 1861–1863 Ludwig Strecker
- 1865–1877 Wilhelm Christoph Adolf Schenck zu Schweinsberg
- 1877–1886 Johann Karl Jost
- 1886–1888 Hermann von Bechtold
- 1888–1894 Andreas Breidert
- 1894–1897 Gustav Weiprecht von Gemmingen
- 1897–1901 Friedrich Wilhelm Fey
- 1901–1910 Karl Schliephake
- 1910–1913 Adalbert Rinck von Starck
- 1913–1917 (1920) Eugen Kranzbühler (ab 1915 zeitweise als Präsident der Zivilverwaltung nach Namur ins besetzten Belgien abkommandiert)

Kreisdirektoren
- (1913) 1917–1920 Eugen Kranzbühler
- 1920–1923 Ernst Merck
- 1923–1932 Leopold von Werner
- 1932–1937 Hermann Braun
- 1937–1938 Hellmuth Scheer
- 1938–1939 (1945) Dieter Stammler

Landräte
- (1938) 1939–1945 Dieter Stammler, 1942–1945 vertreten durch Regierungsrat Bornscheuer[11]
- 1945–1951 Karl Neff, SPD
- 1951–1963 Georg Ackermann, SPD
- 1963–1979 Gustav Hoffmann, SPD

## Gemeinden
Die folgende Tabelle enthält alle Gemeinden, die dem Kreis bzw. dem Landkreis Erbach angehörten sowie die Daten aller Neugründungen und Eingemeindungen:
| Gemeinde                          | Anmerkung                      | eingemeindet nach       | Datum der Eingemeindung |
| --------------------------------- | ------------------------------ | ----------------------- | ----------------------- |
| Affhöllerbach                     |                                | Nieder-Kainsbach        | 1. Februar 1971         |
| Airlenbach                        |                                | Beerfelden              | 1. Juli 1971            |
| Annelsbach                        |                                | Höchst im Odenwald      | 1. November 1969        |
| Asselbrunn                        |                                | Steinbach               | 1. Oktober 1936         |
| Bad König                         |                                |                         |                         |
| Beerfelden, Stadt                 |                                |                         |                         |
| Beerfurth                         | Am 1. Dezember 1970 gegründet  | Reichelsheim (Odenwald) | 1. August 1972          |
| Birkert                           | Am 1. April 1893 gegründet     | Brombachtal             | 1. Oktober 1971         |
| Birkert, Breuberger Seits         |                                | Birkert                 | 1. April 1893           |
| Birkert, Habitzheimer Seits       |                                | Birkert                 | 1. April 1893           |
| Bockenrod                         |                                | Beerfurth               | 1. Februar 1971         |
| Böllstein                         |                                | Brombachtal             | 1. Oktober 1971         |
| Breitenbrunn                      |                                | Lützel-Wiebelsbach      | 1. Februar 1971         |
| Breuberg, Stadt                   | Am 1. Oktober 1971 gegründet   |                         |                         |
| Brombachtal                       | Am 1. Oktober 1971 gegründet   |                         |                         |
| Bullau                            |                                | Erbach                  | 1. Februar 1972         |
| Dorf-Erbach                       |                                | Erbach                  | 1. Februar 1972         |
| Dusenbach                         |                                | Höchst im Odenwald      | 31. Dezember 1971       |
| Eberbach                          |                                | Reichelsheim (Odenwald) | 1. Februar 1971         |
| Ebersberg                         |                                | Erbach                  | 31. Dezember 1971       |
| Elsbach                           |                                | Erbach                  | 31. Dezember 1971       |
| Erbach, Stadt                     |                                |                         |                         |
| Erbuch                            |                                | Ernsbach-Erbuch         | 1. Januar 1968          |
| Erlenbach                         |                                | Erbach                  | 31. Dezember 1971       |
| Ernsbach                          |                                | Ernsbach-Erbuch         | 1. Januar 1968          |
| Ernsbach-Erbuch                   | Am 1. Januar 1968 gegründet    | Erbach                  | 31. Dezember 1971       |
| Erzbach                           |                                | Reichelsheim (Odenwald) | 31. Dezember 1971       |
| Etzean                            |                                | Beerfelden              | 1. Juli 1971            |
| Etzen-Gesäß                       |                                | Bad König               | 1. August 1972          |
| Falken-Gesäß                      |                                | Beerfelden              | 1. Oktober 1971         |
| Finkenbach                        | Am 1. Juli 1949 gegründet      | Rothenberg              | 1. Juli 1971            |
| Forstel                           |                                | Höchst im Odenwald      | 31. Dezember 1971       |
| Frohnhofen                        |                                | Reichelsheim (Odenwald) | 1. Februar 1971         |
| Fürstengrund                      |                                | Bad König               | 1. Oktober 1971         |
| Gammelsbach                       |                                | Beerfelden              | 1. Oktober 1971         |
| Gersprenz                         |                                | Beerfurth               | 1. Februar 1971         |
| Groß-Gumpen                       |                                | Gumpen                  | 1. Januar 1968          |
| Gumpen                            | Am 1. Januar 1968 gegründet    | Reichelsheim (Odenwald) | 31. Dezember 1971       |
| Gumpersberg                       |                                | Ober-Kinzig             | 1. Mai 1951             |
| Günterfürst                       |                                | Erbach                  | 31. Dezember 1971       |
| Güttersbach                       |                                | Mossautal               | 1. August 1972          |
| Haingrund                         |                                | Steinbachtal            | 1. Februar 1971         |
| Hainstadt                         |                                | Breuberg                | 1. Oktober 1971         |
| Haisterbach                       |                                | Erbach                  | 31. Dezember 1971       |
| Hassenroth                        |                                | Höchst im Odenwald      | 31. Dezember 1971       |
| Hebstahl                          |                                | Sensbachtal             | 1. Februar 1971         |
| Hembach                           |                                | Brombachtal             | 1. Oktober 1971         |
| Hesselbach                        |                                | Hesseneck               | 1. Oktober 1971         |
| Hesseneck                         | Am 1. Oktober 1971 gegründet   |                         |                         |
| Hetschbach                        |                                | Höchst im Odenwald      | 1. Februar 1971         |
| Hetzbach                          |                                | Beerfelden              | 1. Juli 1971            |
| Hiltersklingen                    | Am 1. Februar 1971 gegründet   | Mossautal               | 31. Dezember 1971       |
| Höchst im Odenwald                |                                |                         |                         |
| Höllerbach                        |                                | Brensbach               | 1. August 1972          |
| Hummetroth                        |                                | Höchst im Odenwald      | 31. Dezember 1971       |
| Hüttenthal                        |                                | Mossautal               | 1. August 1972          |
| Kailbach                          |                                | Hesseneck               | 1. Oktober 1971         |
| Kimbach                           |                                | Bad König               | 1. Oktober 1971         |
| Kirch-Beerfurth                   |                                | Beerfurth               | 1. Dezember 1970        |
| Kirch-Brombach                    |                                | Brombachtal             | 1. Oktober 1971         |
| Klein-Gumpen                      |                                | Reichelsheim (Odenwald) | 31. Dezember 1971       |
| Langen-Brombach                   | Am 1. Mai 1949 gegründet       | Brombachtal             | 1. Oktober 1971         |
| Langen-Brombach Breuberger Seits  |                                | Langen-Brombach         | 1. Mai 1949             |
| Langen-Brombach Fürstenauer Seits |                                | Langen-Brombach         | 1. Mai 1949             |
| Lauerbach                         |                                | Erbach                  | 31. Dezember 1971       |
| Lützel-Wiebelsbach                |                                | Lützelbach              | 1. August 1972          |
| Michelstadt, Stadt                |                                |                         |                         |
| Mittel-Kinzig                     |                                | Ober-Kinzig             | 1. Mai 1951             |
| Momart                            |                                | Bad König               | 1. Oktober 1971         |
| Mossautal                         | Am 31. Dezember 1971 gegründet |                         |                         |
| Mühlhausen                        |                                | Rai-Breitenbach         | 1. April 1950           |
| Mümling-Grumbach                  |                                | Höchst im Odenwald      | 31. Dezember 1971       |
| Neustadt, Stadt                   |                                | Breuberg                | 1. Oktober 1971         |
| Nieder-Kainsbach                  |                                | Brensbach               | 1. August 1972          |
| Nieder-Kinzig                     |                                | Bad König               | 1. Oktober 1971         |
| Ober-Finkenbach                   |                                | Finkenbach              | 1. Juli 1949            |
| Ober-Hiltersklingen               |                                | Hiltersklingen          | 1. Februar 1971         |
| Ober-Kainsbach                    |                                | Reichelsheim (Odenwald) | 1. August 1972          |
| Ober-Kinzig                       |                                | Bad König               | 1. Oktober 1971         |
| Ober-Klein-Gumpen                 |                                | Gumpen                  | 1. Januar 1968          |
| Ober-Mossau                       |                                | Mossautal               | 31. Dezember 1971       |
| Ober-Ostern                       |                                | Reichelsheim (Odenwald) | 31. Dezember 1971       |
| Ober-Sensbach                     |                                | Sensbachtal             | 1. Februar 1971         |
| Olfen                             |                                | Beerfelden              | 1. Juli 1971            |
| Pfaffen-Beerfurth                 |                                | Beerfurth               | 1. Dezember 1970        |
| Pfirschbach                       |                                | Höchst im Odenwald      | 31. Dezember 1971       |
| Rai-Breitenbach                   |                                | Neustadt                | 31. Dezember 1970       |
| Raubach                           |                                | Rothenberg              | 1. August 1972          |
| Rehbach                           |                                | Michelstadt             | 1. Dezember 1971        |
| Reichelsheim (Odenwald)           |                                |                         |                         |
| Rimhorn                           |                                | Lützel-Wiebelsbach      | 31. Dezember 1971       |
| Rohrbach                          |                                | Reichelsheim (Odenwald) | 31. Dezember 1971       |
| Rothenberg                        |                                |                         |                         |
| Sandbach                          |                                | Breuberg                | 1. Oktober 1971         |
| Schöllenbach                      |                                | Hesseneck               | 1. Oktober 1971         |
| Schönnen                          |                                | Erbach                  | 31. Dezember 1971       |
| Seckmauern                        |                                | Steinbachtal            | 1. Februar 1971         |
| Sensbachtal                       | Am 1. Februar 1971 gegründet   |                         |                         |
| Steinbach                         |                                | Michelstadt             | 1. August 1972          |
| Steinbachtal                      | Am 1. Februar 1971 gegründet   | Lützelbach              | 1. August 1972          |
| Steinbuch                         |                                | Michelstadt             | 1. Februar 1972         |
| Stockheim                         |                                | Michelstadt             | 1. April 1971           |
| Unter-Finkenbach                  |                                | Finkenbach              | 1. Juli 1949            |
| Unter-Hiltersklingen              |                                | Hiltersklingen          | 1. Februar 1971         |
| Unter-Mossau                      |                                | Mossautal               | 31. Dezember 1971       |
| Unter-Ostern                      |                                | Reichelsheim (Odenwald) | 1. Februar 1971         |
| Unter-Sensbach                    |                                | Sensbachtal             | 1. Februar 1971         |
| Vielbrunn                         |                                | Michelstadt             | 1. August 1972          |
| Wald-Amorbach                     |                                | Breuberg                | 1. Oktober 1971         |
| Wallbach                          |                                | Brensbach               | 1. August 1972          |
| Weiten-Gesäß                      |                                | Michelstadt             | 1. Oktober 1971         |
| Würzberg                          |                                | Michelstadt             | 1. Februar 1972         |
| Zell                              |                                | Bad König               | 1. August 1972          |

## Kfz-Kennzeichen
Am 1. Juli 1956 wurde dem Landkreis bei der Einführung der bis heute gültigen Kfz-Kennzeichen das Unterscheidungszeichen ERB zugewiesen. Es wird im Odenwaldkreis durchgängig bis heute ausgegeben.